# Eerste Engels-Nederlandse Oorlog

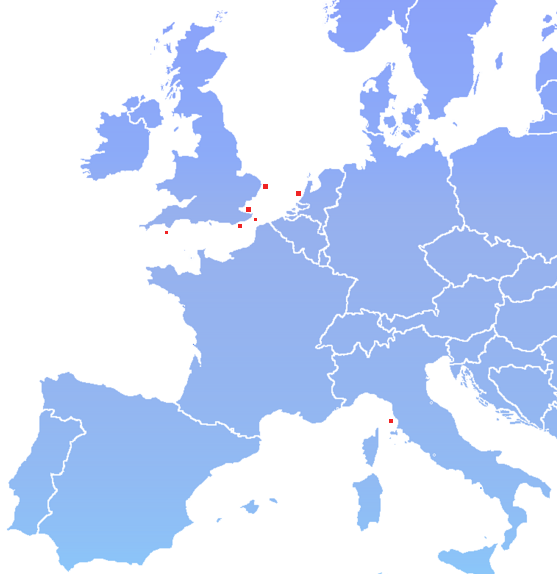
Zeeslagen in de eerste Engels-Nederlandse oorlog.

De Eerste Engels-Nederlandse Oorlog of Eerste Engelse Zeeoorlog, was een oorlog, geheel op zee bevochten, tussen het Engelse Gemenebest en de Republiek der Zeven Verenigde Nederlanden, van 29 mei 1652 tot 8 mei 1654.

## Achtergrond
In de vroege 17e eeuw beschikte de Republiek over een gigantische handelsvloot, groter dan de vloten van alle Europese landen bij elkaar. Ze hadden een zeer dominante positie in de Baltische handel en een belangrijk deel in handen van de scheepvaart op de rest van Europa. Ze veroverden verder nog grote delen van de Portugese koloniën, waaronder die in het door de specerijenhandel zeer profijtelijke Oost-Indië. In dat gebied werden de Engelsen steeds verder uitgesloten, maar de Nederlanders smokkelden met een beroep op het principe van de vrije zee wel met Engelands Noord-Amerikaanse koloniën. Na de Vrede van Münster in 1648 namen de Nederlanders de traditionele handel van Engeland met Spanje en Portugal over, wat in Engeland een enorm ressentiment opriep.
Het welvaartsverschil tussen de Republiek en Engeland werd tussen 1600 en 1650 steeds groter. Steeds openlijker en luider werd in Engeland de roep gehoord de Nederlandse positie met geweld over te nemen. Daarbij werd er vaak op gewezen dat Engeland dankzij zijn ligging een natuurlijk geografisch voordeel bezat. De Engelse koningen bleven echter lange tijd Spanje als de hoofdvijand zien. Tot 1634 waren de protestantse Nederlanders en Engelsen natuurlijke bondgenoten geweest tegen het katholieke Spanje; dat jaar sloten Engeland en Spanje een geheim verdrag om de Nederlandse blokkade van Duinkerken te omzeilen met neutrale Engelse schepen, terwijl Engeland in dat decennium langzaam een aantal zeer grote oorlogsschepen begon te bouwen. De verhoudingen tussen het Huis van Oranje en het Huis Stuart bleven vooralsnog goed; juist die goede relaties zouden echter via een omweg later inderdaad tot oorlog leiden.

## De Engelse Burgeroorlog
In 1640 brak de Engelse Burgeroorlog uit. De royalisten probeerden Karel I van Engeland op de troon te houden. Toen deze steeds verder in het gedrang kwam, wisten de Staten van Holland met moeite te voorkomen dat stadhouder Frederik Hendrik met zijn sterke leger ten gunste van de koning zou interveniëren. Ze konden echter niet beletten dat de stadhouder zichzelf in de schulden stak om de schoonvader van zijn zoon te ondersteunen. De republikeinse partij, op het eind onder leiding van Oliver Cromwell, begon zo Nederland als een tegenstander te zien. Toen Karel in 1649 onthoofd werd en dit in Nederland een algemeen afgrijzen opriep, kwamen de verhoudingen met de "koningsmoordenaars" op scherp te staan. Er waren echter ook overeenkomsten tussen de Commonwealth en de Republiek: beide waren puriteins en republikeins. Toen dan ook na de dood van Frederik Hendrik zijn zoon Stadhouder Willem II de monarchistische pretenties van zijn vader omzette in een echte staatsgreep, zochten de Staten van Holland toenadering tot Cromwell en zinspeelden op een toetreden van Holland tot de Commonwealth.
In 1650 overleed Willem II echter plotseling, waarna men de Engelse steun tegen zijn heerschappij niet meer nodig had. De Staten van Holland werden dan ook in uiterste verlegenheid gebracht toen bleek dat Cromwell de eerdere suggesties volledig serieus had genomen. In maart 1651 zond Cromwell een enorm gezantschap naar Den Haag, om de toetreding van de Republiek tot het "Engelse Gemenebest" uit te werken. De Engelse dictator hoopte oprecht alle moeilijkheden tussen Engeland en Nederland voorlopig te beslechten, door de wereld in twee invloedssferen te verdelen: de Republiek zou Afrika en Azië krijgen, en in ruil daarvoor zou die de Engelsen helpen bij de verovering van heel Amerika op Spanje. Bovendien zouden de Engelsen helpen bij het bevrijden van de Spaanse Nederlanden. De Hollandse regenten waren echter te nuchter om op zulke grandioze plannen in te gaan; in een nieuwe oorlog aan de zuidgrens had men zo kort na 1648 al helemaal geen trek. Men kwam op 24 juni met het tegenvoorstel om eerst een vrijhandelsverdrag te sluiten. Dat was echter het laatste waar de Engelsen op zaten te wachten want dat zou Nederlands handelsdominantie alleen maar vergroten. Men vatte het voorstel dan ook op als een opzettelijk affront en obstructie van het onderhandelingsproces. Het gevoel niet serieus genomen te worden, werd nog versterkt door het feit dat Engelse edelen in ballingschap, die een kliek vormden rond Willems weduwe Maria Henriëtte Stuart, het Haagse gepeupel betaalden om de Engelse ambassade te belegeren. Men kon het gebouw alleen onder zwaarbewapend escorte verlaten wilde men niet door een menigte oranjeklanten gemolesteerd worden. De verhalen over de behandeling die het Engelse gezantschap ondervond, nog eens zwaar aangedikt, leidden tot een verhitte sfeer in het Engelse Parlement, waar men bereid was om desnoods de confrontatie met de Nederlanders aan te gaan.

## Engelse Scheepvaartwetten
Officieel om de Engelse positie in Noord-Amerika te beschermen, maar in werkelijkheid om de Nederlandse handel zo groot mogelijke schade toe te brengen, keurde het Engelse Parlement in oktober de Engelse Scheepvaartwetten goed, waardoor goederen uit de Engelse koloniën en alle goederen voor Engeland enkel nog maar door Engelse schepen mochten worden getransporteerd. Deze wetten belemmerden niet alleen voornamelijk de Nederlandse handel, ze werden ook nog eens misbruikt als een voorwendsel om Nederlandse schepen in beslag te nemen, iets wat meer dan 140 maal gebeurde. Dit werd de aanleiding van de Eerste Engelse Zeeoorlog: Engelse kapers begonnen openlijk oorlogshandelingen uit te voeren en de Staten-Generaal, onder invloed van een sterke orangistische propaganda, waren niet van plan over zich heen te laten lopen. De bevolking dacht op dat moment zeker zo sterk als de Engelsen te zijn en algemeen leefde de verwachting dat de Republiek een klinkende overwinning zou behalen. Die hoop was echter niet gebaseerd op een reële inschatting van de gevechtskracht van haar marine.

## Marine
Willem II had een vergroting van het leger voorgestaan ten koste van de marine. Na zijn dood kregen de Hollandse steden meer macht en begonnen een programma om de oorlogsvloot met een nieuwbouw van 35 schepen te versterken. Dat was hard nodig: na 1648 hadden de vijf autonome admiraliteiten om te bezuinigen een groot aantal schepen verkocht. Zelfs de nieuwe uitbreiding bracht het aantal maar op 79 en een derde daarvan was niet eens zeewaardig. De Engelse vloot daarentegen was onder Cromwell flink versterkt en had nu achttien schepen die zwaarder waren dan het sterkste Nederlandse schip, de Brederode, dat maar 54 kanonnen had (de Sovereign of the Seas had er honderd). Toen de Scheepvaartwetten werden aangenomen, zag men pas de ernst van de situatie in. Als noodmaatregel genomen op 3 maart 1652 zouden er 150 koopvaarders aangekocht worden en als oorlogsschip uitgerust door de directiekamers, de particuliere organisaties die de admiraliteiten ondersteunden. Dit verontrustte de Engelsen op hun beurt zeer; ze begonnen zich zo provocerend mogelijk te gedragen om een oorlog uit te lokken voordat de nieuwe Nederlandse vloot gereed zou zijn. In dat geval zouden ze sterk in het voordeel zijn want Cromwell had een moderne marine geschapen om de royalistische vloten die tot 1651 strijd tegen hem bleven voeren, uit te schakelen. De discipline was streng en officieren kregen hun positie op grond van bekwaamheid, niet langer wegens adellijke afkomst.

## Oorlog

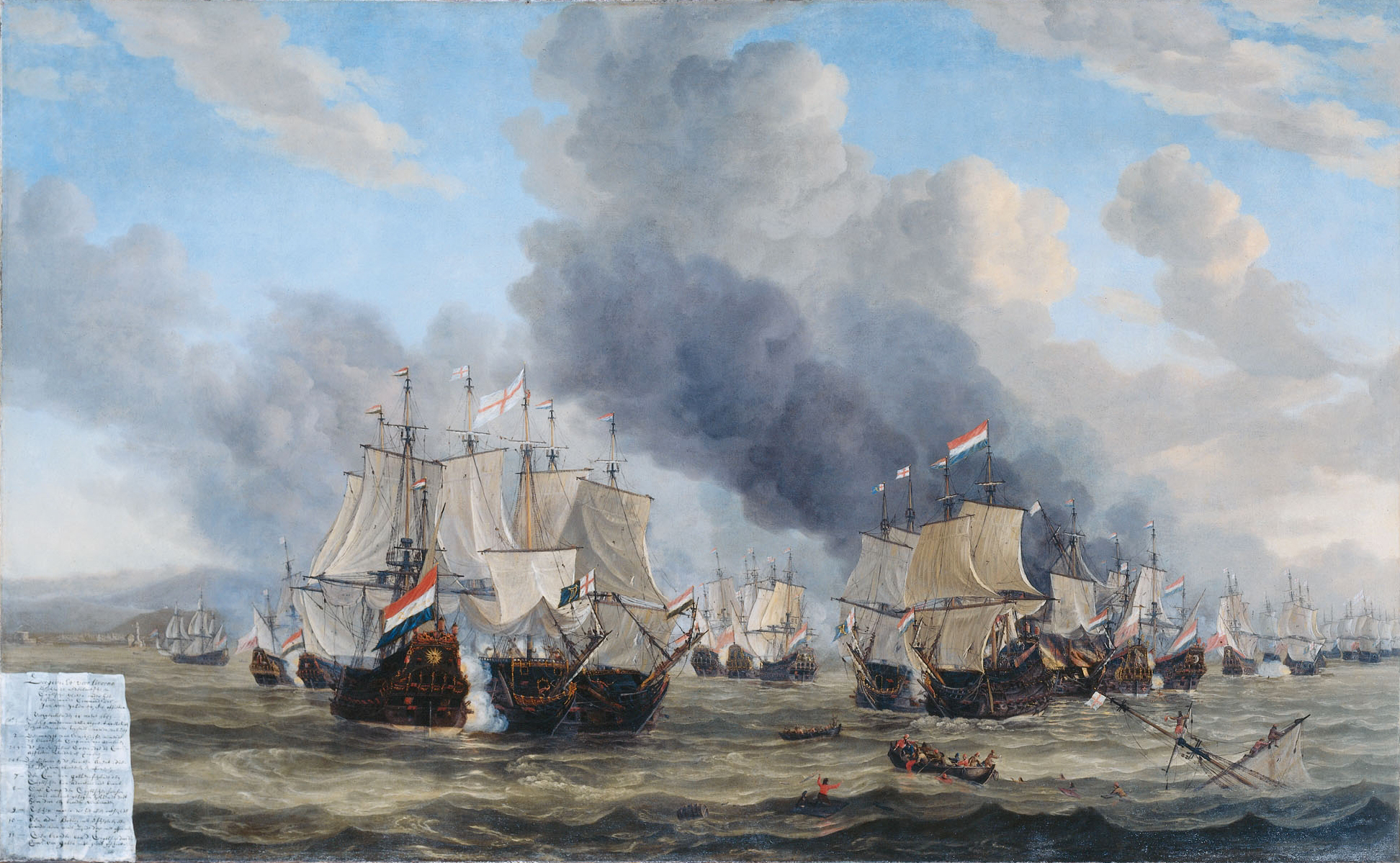
De zeeslag bij Livorno, 14 maart 1653, Reinier Nooms.

In mei 1652 was de Nederlandse luitenant-admiraal Maarten Tromp wat traag om een Engelse vloot in het Kanaal te groeten door zijn vlag naar beneden te halen. De Engelsen stonden erop in de "Engelse wateren" als eerste gegroet te worden. Als antwoord vuurde de Engelse generaal-ter-zee Robert Blake drie waarschuwingsschoten met scherp (dit was overigens een gangbare reactie); het derde trof de Brederode, en zo begon de Slag bij Dover. Dit was eigenlijk niet meer dan een lichte schermutseling maar ondanks excuses van Tromp verklaarde het Engelse Parlement op 10 juli de oorlog. Latere gevechten werden over het hele Kanaal en zuidelijke Noordzee uitgevochten: de Slag bij Plymouth in augustus gewonnen door vicecommandeur Michiel de Ruyter, de Slag bij de Hoofden in de Thames verloren door viceadmiraal Witte de With en de Slag bij de Singels in december, gewonnen door Tromp, waardoor Blake in het parlement vernederd werd, aangezien hij had gedacht dat de oorlog voorbij was en het grootste gedeelte van de vloot naar de Middellandse Zee had gestuurd. Op dat moment leek de positie van de Engelsen zeer slecht. Hun Middellandse Zeevloot was geblokkeerd — en werd in maart 1653 door commandeur Jan van Galen verslagen in de Slag bij Livorno — geen enkel Brits schip kon de Oostzee in, zodat men een tekort had aan timmerhout en teer, en de Nederlanders blokkeerden de Engelse zeehavens.
Hoewel de Nederlanden dus succesvol schenen, was de Republiek in feite niet in staat de oorlog langdurig voort te zetten. Aangezien het ronselen van matrozen althans officieel verboden was, moesten er enorme sommen betaald worden om voldoende zeelui te lokken. Die begrepen maar al te goed dat het fundamentele probleem van de Nederlandse vloot: het gebrek aan zware schepen, nog niet opgelost was. Mauritsstad (nu Recife genaamd) in Brazilië kon niet meer ondersteund worden en ging aan de Portugezen verloren.

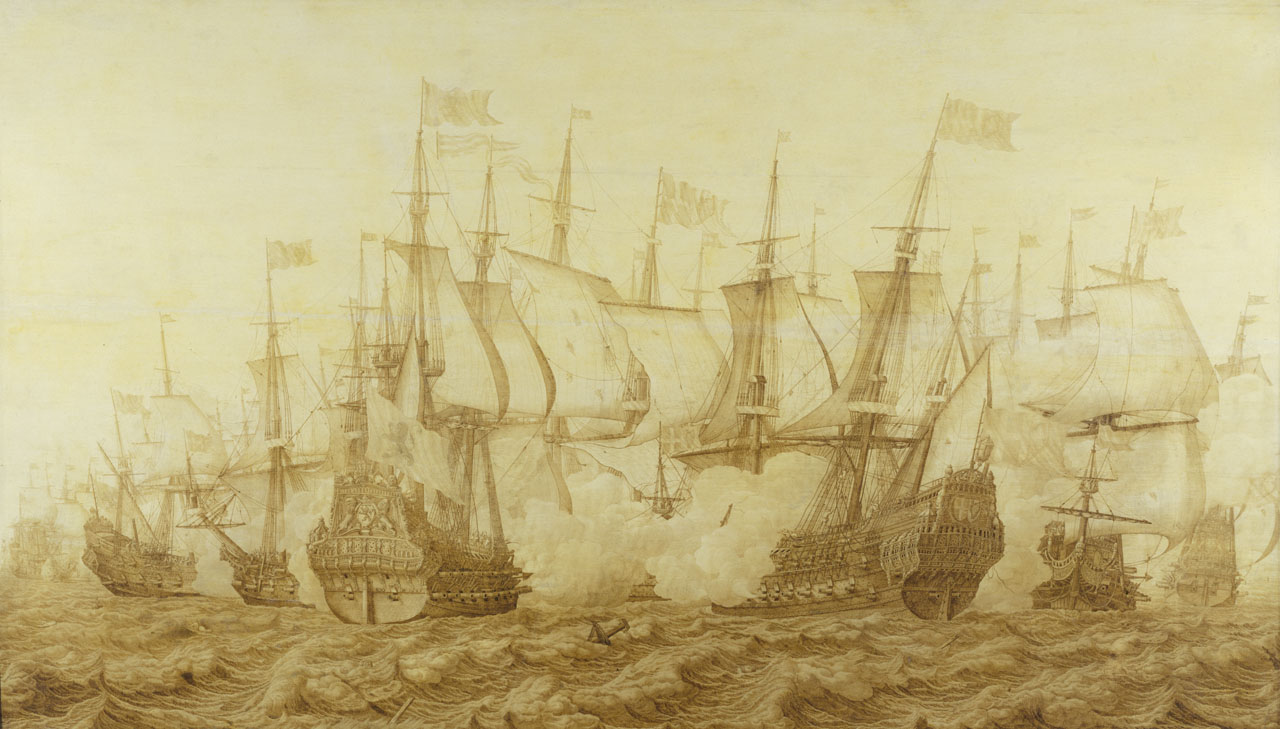
De Slag bij de Gabbard, 12 juni 1653 door Heerman Witmont.

Robert Blake ontwikkelde een nieuwe tactiek om de Engelse overmacht in vuurkracht volledig uit te buiten: het varen in kiellinie. De Engelsen bleken inderdaad sterker te zijn in de gevechten van 1653, zoals in maart de Driedaagse Zeeslag bij Portland, onder de Engelse zuidkust, de voor de Republiek catastrofale Zeeslag bij Nieuwpoort van de 12e tot de 13e juni 1653 die tot een blokkade van de Nederlandse kust leidde, en de Slag bij Ter Heijde, ten zuiden van Scheveningen, waar beide vloten zwaar beschadigd werden en de Engelsen hun blokkade moesten opgeven. Tromp sneuvelde in dit laatste gevecht, waardoor de Nederlandse publieke opinie zich tegen de oorlog keerde. Ondanks de successen waren echter ook de Engelsen aan het eind van hun Latijn. Sommigen werden rijk als ze een Nederlands schip als prijs wonnen (zo'n 1200 schepen werden opgebracht); de handel als geheel had echter ernstig te lijden. In de loop van 1653 trok Cromwell ook steeds meer macht naar zich toe. Als streng gelovig puritein beschouwde hij de hebzucht die het hoofdmotief aan Engelse kant vormde als zondig; hij zag ook met leedwezen dat de twee protestantse naties elkaar uitputten terwijl het katholieke Spanje de dans ontsprong. Toen hij de vrijheid verwierf zelf over de buitenlandse politiek te beslissen, begon hij onderhandelingen te voeren. Vanaf de zomer van 1653 waren er geen vijandelijkheden meer; wel werd de Nederlandse vloot door herfststormen zwaar toegetakeld.

## Verdrag van Westminster

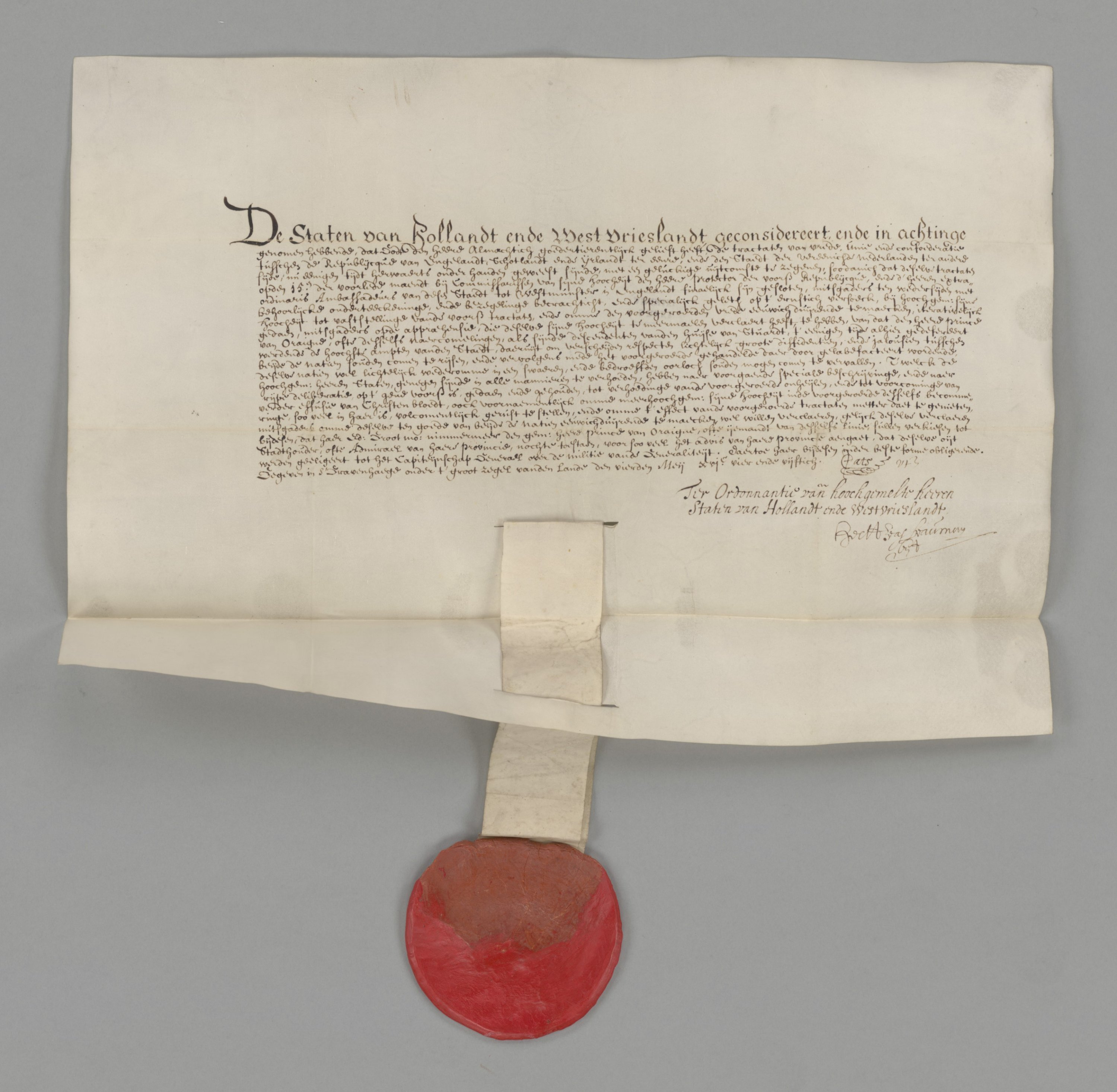
Akte van Seclusie

De vredesonderhandelingen werden afgesloten op 15 april 1654 met het tekenen van het Verdrag van Westminster (1654). Dit verdrag had een geheime clausule: de Akte van Seclusie, waarbij de Nederlanders zich bonden nooit de zoon van de aan het huis van Stuart verbonden Willem II, de latere Willem III van Oranje, tot stadhouder te benoemen. Deze clausule was schijnbaar op aandringen van de anti-orangistische Cromwell opgenomen; maar wellicht zat Johan de Witt hierachter, om zo de orangisten de pas af te snijden. In ruil daarvoor zou de Republiek Cromwell niet lastigvallen met steun aan de nog in ballingschap levende troonpretendent van het Huis Stuart, de latere Karel II van Engeland.
De oorlog was nu officieel voorbij, maar de handelsrivaliteit tussen de twee naties bestond nog altijd, vooral in de koloniale rijken, die beide aan het opbouwen waren, mede ten koste van de Spanjaarden en de Portugezen. De vijandelijkheden tussen de twee handelsvloten gingen door; de verschillende Indische Compagnieën hadden eigen oorlogsschepen en troepen. De in opeenvolgende orders in 1654 bestelde tweemaal dertig nieuwe schepen van de Nederlanders, die vlak na de oorlog van stapel zouden lopen, mochten bij wet nooit meer verkocht worden. De Tweede Nederlands-Engelse Oorlog was dus al in voorbereiding.

## Naslagwerken
- Bruijn, Jaap R. The Dutch Navy of the Seventeenth and Eighteenth Centuries, Oxford University Press, 2011 ISBN 978-1-78694-890-8
- Bruijn, Jaap R. The Raison d'Etre and Actual Employment of the Dutch Navy in Early Modern Times, Boydell Press, 2016 ISBN 978-1-78327-098-9
- Fox, Frank L. The Four Days' Battle of 1666 Seaforth Publishing, 2009 ISBN 978-1-52673-727-4
- Rommelse, Gijs The Second Anglo-Dutch War (1665–1667), Verloren Hilversum, 2006 ISBN 978-9-06550-907-9

Eerste (1652-1654) · Tweede (1665-1667) · Derde (1672-1674) · Vierde (1780-1784)